# Villaviciosa de Córdoba (vino)
Villaviciosa de Córdoba es una indicación geográfica utilizada para designar los vinos con derecho a la mención tradicional Vino de la Tierra de la comarca vitícola de Villaviciosa de Córdoba y Espiel, municipios de la provincia de Córdoba, España.
Esta indicación geográfica fue reglamentada por la Junta de Andalucía en 2008.

## Variedades de uva
- Baladí Verdejo.
- Moscatel de Alejandría.
- Palomino Fino.
- Palomino.
- Pedro Ximénez.
- Airén.
- Calagraño
- Jaén.
- Torrontés.
- Verdejo.

## Tipos de vino
- Blancos: Con una graduación volumétrica natural mínima de 13.º para vinos blancos con envejecimiento en madera y de 10.º para vinos blancos jóvenes.
- Dulces: Con una graduación volumétrica natural mínima de 13.º